# هارتلند (مینه‌سوتا)
هارتلند، مینه‌سوتا (به انگلیسی: Hartland, Minnesota) یک شهر در ایالات متحده آمریکا است که در شهرستان فری‌بورن، مینه‌سوتا واقع شده‌است.

## خصوصیات
هارتلند ۰٫۷۸ کیلومترمربع مساحت و ۳۱۵ نفر جمعیت دارد و ۳۸۵ متر بالاتر از سطح دریا واقع شده‌است.